# Callistemon glaucus
Callistemon glaucus es un arbusto perteneciente a la familia Myrtaceae. Es originaria del oeste de Australia, endémica del estado de Australia Occidental.

## Descripción
Se trata de un arbusto de hoja perenne. Alcanza entre uno y tres metros de altura y tiene una delgada y erecta espiga de flores de color carmesí. La floración tiene lugar en la primavera y el verano, y suelen atraer a distintas especies de pájaros. Se encuentra en suelos arenosos o arcillosos en las planicies pantanosas entre Perth y Albany.

## Taxonomía
La especie fue descrita formalmente por primera vez en 1816 por el botánico francés Aimé Bonpland en Description des Plantes Rares cultivees a Malmaison et a Navarre como Metrosideros glaucum, que posteriormente fue revisado como Metrosideros glaucus. Robert Sweet transfirió la especie al género Callistemon en 1830 en Sweet's Hortus Britannicus.
Etimología
Callistemon: nombre genérico que proviene del griego, y significa de "estambres hermosos", aludiendo a lo espectacular de sus inflorescencias.
glaucus: epíteto que significa «glauco». Deriva del latín glaucus, y este del griego glaukós y hace referencia al color glauco de las hojas, una tonalidad de verde claro.
Sinonimia
- Metrosideros glaucus Bonpl.
- Callistemon speciosus (Sims) Sweet
- Metrosideros speciosa Sims, Bot. Mag. 42: t. 1761 (1815).
- Metrosideros crassifolia Dum.Cours., Bot. Cult., ed. 2, 5: 379 (1811), non C. crassifolius Ettingsh. (1861), fossil.
- Metrosideros glauca Dum.Cours., Bot. Cult., ed. 2, 5: 380 (1811).
- Melaleuca paludosa R.Br. in W.T.Aiton, Hortus Kew. 4: 410 (1812).
- Metrosideros glauca Bonpl., Descr. Pl. Malmaison: 86 (1815), nom. illeg.
- Callistemon speciosus var. glaucus DC., Prodr. 3: 224 (1828).
- Callistemon salignus var. paludosus (R.Br.) F.Muell., Fragm. 4: 55 (1864).
- Callistemon heleogiton Domin, Biblioth. Bot. 89: 454 (1928).[4]